# William Elford Leach
William Elford Leach (* 2. Februar 1790 in Plymouth; † 26. August 1836 im Palazzo San Sebastiano bei Tortona) war ein britischer Zoologe und Meeresbiologe.

## Leben
Im Alter von zwölf Jahren ging er nach Exeter in die Schule, um Anatomie und Chemie zu studieren. Schon zu dieser Zeit sammelte er Proben vom Plymouth Sound und entlang der Devon-Küste. Mit 17 Jahren begann er am St Bartholomew’s Hospital in London ein Medizin-Studium und beendete schließlich seine Ausbildung nach einem weiteren Studium an der University of Edinburgh und der University of St Andrews.
Sein altes Interesse an Zoologie erwachte wieder (circa 1813), worauf er Assistenzbibliothekar der Zoologischen Abteilung des British Museums wurde. In dieser Zeit beschäftigte er sich damit, Sammlungen zu ordnen und auszusortieren. Viele davon wurden, seit sie von Hans Sloane ins Museum gebracht worden waren, kaum oder gar nicht beachtet. Einige Zeit später bekam er den Posten des assistierenden Leiters der Naturgeschichtlichen Abteilung und wurde ein Experte für Weichtiere und Krebstiere. Des Weiteren beschäftigte er sich mit Insekten, Säugetieren und Vögeln.
Leachs Namensgebungen waren etwas sonderlich: Er benannte 27 Arten nach seinem Freund John Cranch (1758–1816), welcher viele afrikanische Arten sammelte und später auf der HMS Congo verstarb. 1818 benannte er neun Gattungen nach Caroline und Varianten dieses Namens, möglicherweise war dies der Name seiner Gattin.
Im Jahre 1816 wurde er Mitglied der Royal Society in London und 1818 wurde er zum Mitglied der Leopoldina gewählt. Er erlitt 1821 einen Nervenzusammenbruch, der vermutlich auf Überarbeitung zurückzuführen war. Im März 1822 verließ er das Museum und wurde von seiner älteren Schwester aufs Festland gebracht, wo er sich erholen sollte. Sie reisten durch Frankreich, Italien und Griechenland. Nördlich von Genua, im Palazzo San Sebastiano bei Tortona, starb er an der Cholera.

## Erstbeschreibungen
Er begründete in der zoologischen Systematik die Familie der Schwimmkäfer (Dytiscidae) LEACH 1815 und ist u. a. Erstbeschreiber der Muschel Cristaria plicata  LEACH 1814.

## Ehrungen
Zu seiner Ehre wurde die Vogelart Dacelo leachii benannt.

## Schriften
- The zoological miscellany. E. Nodder & Son, London 1814–17.
- Malacostraca podophthalmata Britanniae or Descriptions of such British species of the Linnean genus Cancer as have their eyes elevated on footstalks. Sowerby, London 1815–75 (p.m.)
- Systematic Catalogue of the specimens of the indigenous mammalia and birds that are preserved in the British Museum. London 1816.
- On the Genera and species of Eproboscideous insects and on the arrangement of Oestrideous insects. Neill, Edinburgh 1817.
- Molluscorum Britanniæ synopsis. A synopsis of the mollusca of Great Britain. (geschrieben 1820), van Voorst, London 1852 (p.m.)